# روبيرتو كاباناس
روبيرتو كاباناس غونزاليز (بالإسبانية: Roberto Cabañas)‏‏ (20 أبريل 1961 في بيلار - 9 يناير 2017) لاعب كرة قدم باراغواياني معتزل كان يجيد اللعب في مركز المهاجم.

## المسيرة الرياضية
بدأ كاباناس مسيرته الرياضية في نادي سيرو بورتينو الباراغواياني ثم انقل إلى نادي بريست ثم نادي ليون ثم نادي نيويورك كوزموس الأمريكي حيث قاده لتحقيق بطولة دوري المحترفين مرتين 1980 و1992 وتم اختياره أفضل لاعب سنة 1983. بعدها انتقل إلى نادي أمريكا دي كالي الكولومبي حيث قاده للتأهل إلى المباراة النهائية لبطولة كأس ليبرتادوريس ثلاث مرات على التوالي من 1985 إلى 1987 حيث خسرها جمعيها من أندية أرجنتينوس جونيورز، ريفر بليت (الأرجنتين) وبينارول (الأوروغواي). ثم انتقل إلى نادي بوكا جونيورز الأرجنتيني وساهم في تحقيق النادي بطولة الدوري وكأس الماسترز سنة 1992.
بعد اعتزال كابانس لعب كرة القدم انتقل مع أسرته التي تتكون من زوجة وطفلين إلى مدينة نيويورك حيث يدير هناك مدرسة لتعليم كرة القدم للناشئين.

## روابط خارجية
- روبيرتو كاباناس على موقع الاتحاد الدولي (مؤرشف)  (الإنجليزية)
- روبيرتو كاباناس على موقع قاعدة بيانات كرة القدم.إي يو (الإنجليزية)
- روبيرتو كاباناس على موقع ليكيب (الفرنسية)
- روبيرتو كاباناس على موقع ناشيونال فوتبول تيمز (الإنجليزية)
- روبيرتو كاباناس على موقع عالم كرة القدم.نت (الإنجليزية)